# 蚊爪站
蚊爪站（日语：／ Kagatsume eki */?）是位於石川縣金澤市蚊爪町，北陸鐵道的淺野川線車站。車站編號為A10。

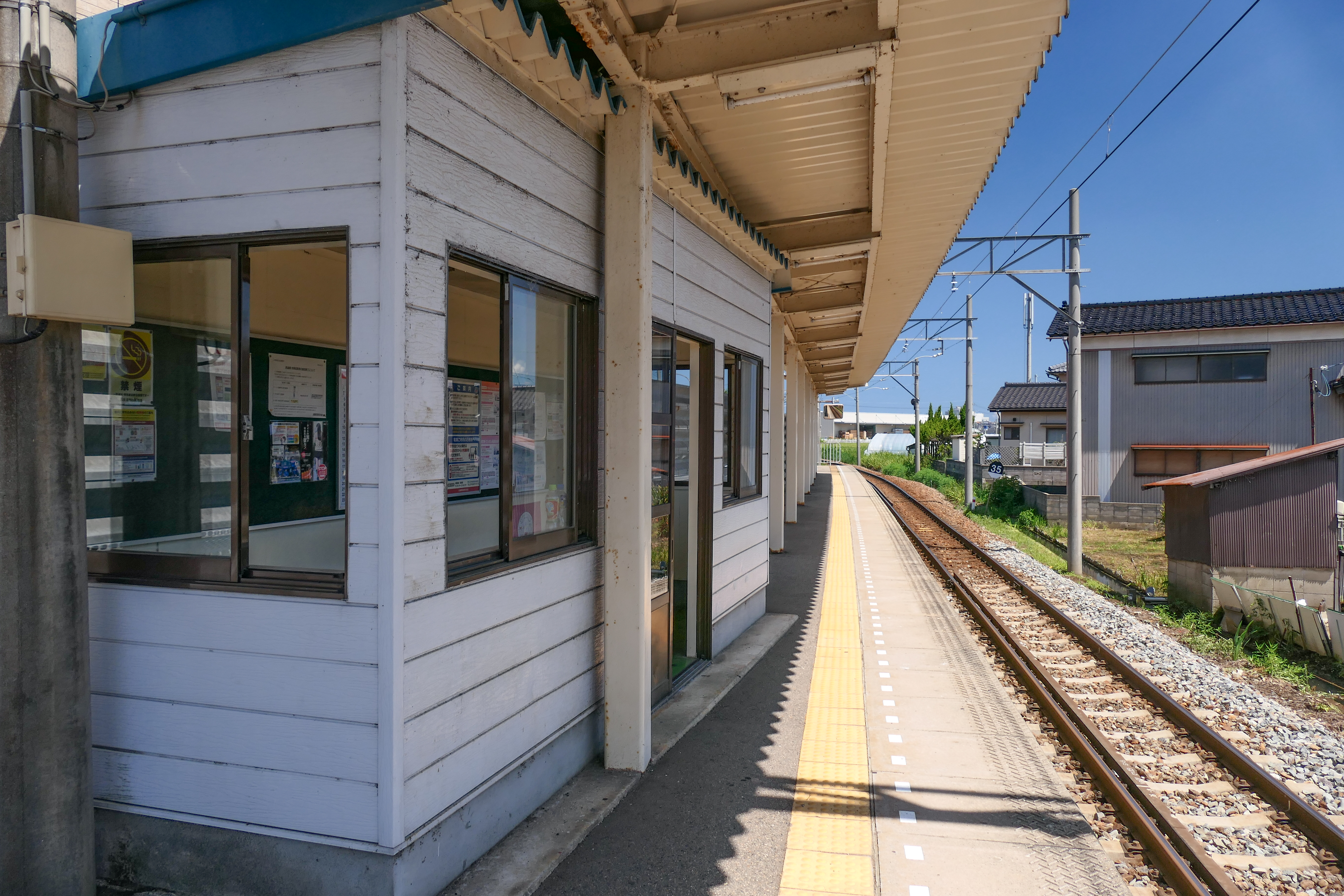
候車室與月台(2022年7月)

## 車站構造
本站是地面車站，設有1面1線單式月台。1996年隨著引入8000系，車站遷移至現地並消除急彎。在舊站時代設有列車交會設備。後來在1974年（昭和49年）撤走。此站是無人車站。

## 歷史
- 1925年5月10日：蚊爪站啟用。
- 1974年11月26日：撒走交會設備（變成只有1面1線的月台），同時成為無人車站。

## 使用狀況
以下為1日平均上下車人次列表：
| 上下車人次變化 | 上下車人次變化 |
| 年度           | 1日平均人次    |
| -------------- | -------------- |
| 2011年         | 289            |
| 2012年         | 307            |
| 2013年         | 339            |
| 2014年         | 322            |
| 2015年         | 343            |
| 2016年         | 333            |
| 2017年         | 361            |
| 2018年         | 344            |

## 相鄰車站
北陸鐵道
■淺野川線
北間（A09）－蚊爪（A10）－粟崎（A11）

## 外部連結
- 北陸鐵道蚊爪站 （页面存档备份，存于）